# 농촌체험휴양협회
농촌체험휴양협회는 한국농촌의 발전을 위해 도시인들의 생태체험, 농산물관련축제 등의 다양한 농촌여행체험 프로그램의 개발.보급을 통한 전국민의 농촌사랑운동에 기여 목적으로 2003년 12월 24일 설립된 대한민국 농림축산식품부 소관의 사단법인이다. 사무실은 서울특별시 송파구 마천1동 373-12 2층에 있다.

## 주요 사업
- 도시인의 농촌체험을 위한 다양한 프로그램 개발 및 보급
- 도시인의 농촌체험을 위한 축제 및 이벤트 개최
- 도시인의 농촌체험을 돕기 위한 지도강사 교육 및 세미나 개최
- 한국인의 외국 농촌체험과 외국인의 한국 농촌체험을 위한 국제 교류 사업
- 농촌사랑운동을 위한 도서출판, 영상물 제작, 인터넷 홍보 활동
- 기타 본 협회의 설립취지와 목적에 부합되는 활동
- 그린투어와 팜스테이에 관한 인터넷 사이트 개설
- 관련 강좌 운영, 축제개최 및 진행
- 직거래장터 개설, 농촌사랑운동 캐릭터 개발